# لرزه‌پذیری

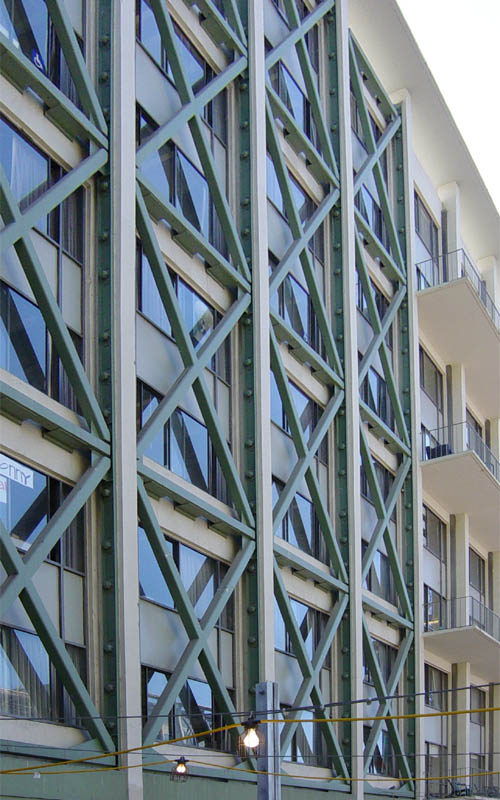
ساختمان مقاوم‌سازی شده لرزه‌ای

لرزه‌پذیری یا مقاوم‌سازی لرزه‌ای (انگلیسی: Seismic retrofit) اصلاح ساختارهای موجود برای مقاومت بیشتر آنها در برابر فعالیت‌های لرزه‌ای، حرکت زمین یا خرابی خاک در اثر زلزله است. با درک بهتر نیاز و تقاضای لرزه‌ای سازه‌ها و با تجربه‌های اخیر زمین‌لرزه‌های بزرگ در حوالی و مراکز شهری، نیاز به مقاوم‌سازی لرزه‌ای به خوبی آشکار و تأیید شده‌است. پیش از معرفی کدهای لرزه‌نگاری مدرن در سال‌های پایانی دههٔ ۱۹۶۰ برای کشورهای پیشرفته (ایالات متحده، ژاپن و غیره) و اواخر دهه ۱۹۷۰ برای بسیاری از دیگر کشورهای جهان (ترکیه، چین و غیره)، بسیاری از سازه‌ها بدون رعایت جزئیات کافی طراحی شده‌اند و نیاز به تقویت لرزه‌پذیری آنها برای محافظت از لرزه احساس می‌شود. با توجه به قریب‌الوقوع بودن مسئله، کارهای تحقیقاتی مختلفی انجام شده‌است. آخرین دستورالعمل‌های فنی برای ارزیابی لرزه‌ای، مقاوم‌سازی و توانبخشی در سراسر جهان منتشر شده‌است - مانند و دستورالعمل‌های انجمن مهندسی زلزله نیوزلند (NZSEE).این کدها باید مرتباً به روز شوند. به عنوان مثال، زمین لرزه ۱۹۹۴ نورتریج شکنندگی قاب‌های فولادی جوش داده شده را آشکار کرد.
تکنیک‌های مقاوم‌سازی که در اینجا توضیح داده شده‌است برای سایر خطرات طبیعی مانند طوفان‌های استوایی، گردباد و وزش باد شدید از توفان تندری نیز سودمند و قابل استفاده است. در حالی که عملکرد فعلی مقاوم‌سازی لرزه‌ای عمدتاً مربوط به پیشرفت‌های ساختاری برای کاهش خطر لرزه‌ای استفاده از سازه‌ها است، به‌طور مشابه کاهش خطرها و تلفات ناشی از عناصر غیر سازه‌ای نیز ضروری است. همچنین این مهم است که به خاطر داشت که به عنوان «سازهٔ ضد زلزله» چیزی وجود ندارد، اگرچه تحلیل عملکرد لرزه‌ای را می‌توان با طراحی اولیهٔ مناسب یا تغییرات بعدی بسیار افزایش داد.

## استراتژی‌ها
استراتژی‌های مقاوم‌سازی لرزه‌ای (یا توانبخشی سازه‌ای) پس از معرفی مقررات جدید لرزه‌ای و در دسترس بودن مواد پیشرفته‌تر (به عنوان مثال پلیمرهای تقویت شده با الیاف (FRP)، بتن مسلح با الیاف و فولاد با مقاومت بالا)، در چند دههٔ گذشته ایجاد شده‌است.
- افزایش ظرفیت جهانی (تقویت). این کار معمولاً با افزودن مهاربندهای متقاطع یا دیواره‌های ساختاری جدید انجام می‌شود.
- کاهش تقاضای لرزه‌ای با استفاده از میرایی مکمل و / یا استفاده از سیستم‌های جداسازی پایه.[۶]
- افزایش ظرفیت محلی عناصر سازه‌ای. این استراتژی ظرفیت ذاتی ساختارهای موجود را به رسمیت می‌شناسد و بنابراین یک رویکرد مقرون به صرفه تر برای ارتقاgrade انتخابی ظرفیت محلی (تغییر شکل / شکل‌پذیری، مقاومت یا سختی) اجزای سازه‌ای منفرد اتخاذ می‌کند.